# Сабица
Са́бица (в верхнем течении — Сутока) — река в Ленинградской области России, левый приток Сабы, протекает по Лужскому району.
Длина реки составляет 34 км, площадь водосборного бассейна — 230 км².
Вытекает из болота Басач на высоте 79 м над уровнем моря. В верхнем течении на высоте 74 м над уровнем моря пересекает озеро Сабское. Устье реки находится в 52 км по левому берегу реки Сабы, на высоте 46 м над уровнем моря.

## Данные водного реестра
По данным государственного водного реестра России относится к Балтийскому бассейновому округу, водохозяйственный участок реки — Луга от в/п Толмачево до устья. Относится к речному бассейну реки Нарва (российская часть бассейна).
Код объекта в государственном водном реестре — 01030000612102000026305.

### Притоки
(указано расстояние от устья)
- 15 км: река Папоротная (лв);
- 24 км: река Стожина (лв)[4].